# 艾迪索特镇足球俱乐部
艾迪索特镇足球俱乐部（英語：Aldershot Town Football Club，发音为/ˈɔːldərʃɒt ˈtaʊn/）是位於英格蘭東南部漢普郡軍事重鎮艾迪索特（Aldershot）的足球會，成立於1992年春季，取代負債累累的（Aldershot F.C.），舊艾迪索特成立於1926年，在1932年加入英格蘭足球聯賽，倒閉前在丁組聯賽中角逐。2007/08年球季艾迪索特镇奪得英格蘭足球議會全國聯賽冠軍，首次升級到英格蘭足球聯賽，在英格蘭足球聯賽逗留五年後降班返回英格蘭足球議會全國聯賽。

## 大事紀年
| 年 份   | 事 項 |
| ------- | --- |
| 1992    | 艾迪索特镇成立                                                                                             |
| 1992-93 | 參加伊斯米安丙組聯賽（Isthmian League Division Three），伊斯米安丙組聯賽冠軍，升組乙組                     |
| 1993-94 | 伊斯米安乙組聯賽季軍，升級甲組                                                                             |
| 1997-98 | 伊斯米安甲組聯賽冠軍，升級超聯組                                                                           |
| 1999-00 | 伊斯米安超聯組聯賽亞軍                                                                                     |
| 2002-03 | 伊斯米安超聯組聯賽冠軍，升級議會聯賽（Conference）                                                         |
| 2003-04 | 晉級足總錦標準決賽。協會聯賽排第五位，附加賽第一輪兩回合累計1-1（十二碼4-2）擊敗，決賽1-1（十二碼0-3）負於 |
| 2004-05 | 協會聯賽更名協會全國聯賽。轉為全職業球隊，協會全國聯賽排第四位，附加賽第一輪兩回合累計2-2（十二碼4-5）負於 |
| 2007-08 | 決賽3-3（十二碼4-3）擊敗，議會聯賽盃（Setanta Shield）冠軍。議會全國聯賽冠軍，升級乙級聯賽                 |
| 2009-10 | 乙級聯賽排第六位，升班附加賽準決賽兩回合累計0-3負於                                                        |
| 2012-13 | 乙級聯賽排第廿四位，降班全國聯                                                                             |

## 主場球場

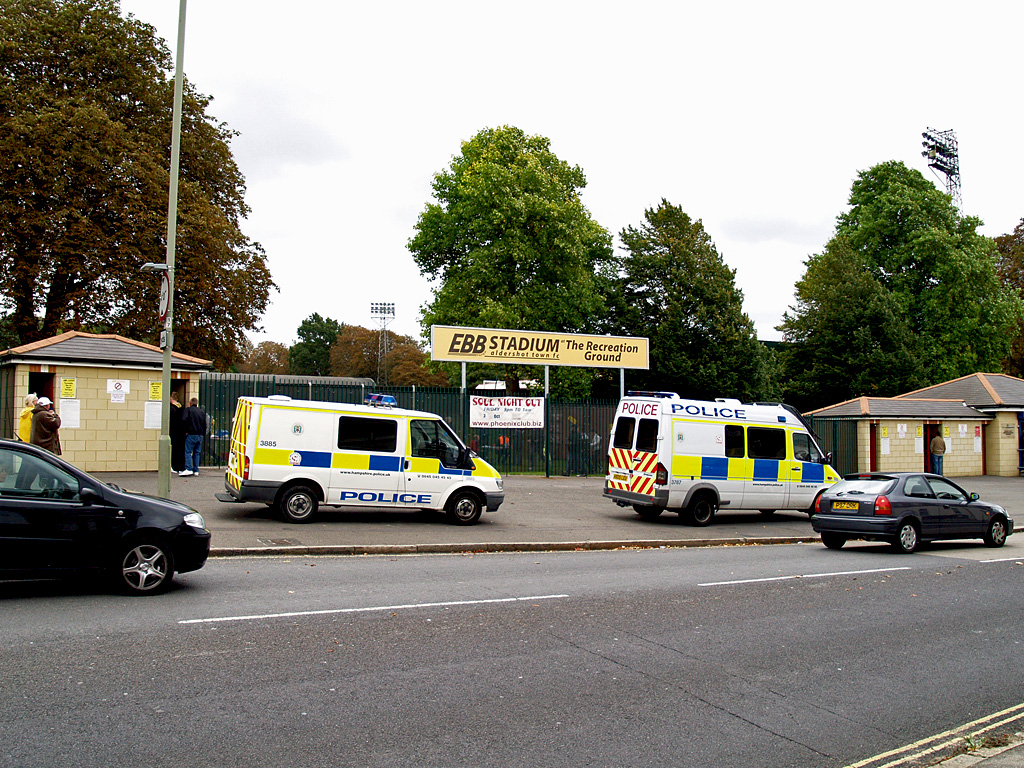
EBB運動場入口

艾迪索特在可容7,100名觀眾的遊樂場球場（Recreation Ground，簡稱The Rec）進行主場比賽。球場於2008年獲冠名贊助更名「EBB運動場」（The EBB Stadium at The Recreation Ground）。

## 敵對球隊
艾迪索特現時的主要敵對球隊是沃金足球俱樂部（Woking），而在較低級別的法恩堡足球會（Farnborough）亦是非常激烈的敵對球隊。

## 榮譽
足球議會全國聯賽
- 冠軍：2007/08年；

依斯米安聯賽超聯組
- 冠軍：2002/03年；

依斯米安聯賽甲組
- 冠軍：1997/98年；

依斯米安聯賽丙組
- 冠軍：1992/93年；

足球議會聯賽盃
- 冠軍：2007/08年；

## 外部連結
- 艾迪索特官方網站 （页面存档备份，存于）